# Ratmír
Ratmír je mužské křestní jméno slovanského původu, složené z článků Rati "válčit", "bojovat" a mir "klid", "mír", "dobro". Značí tedy boj o svět. Svátek slaví 11. dubna. V polském kalendáři slaví 19. ledna a 10. července.
V Česku byly po tomto jménu pojmenovány vesnice Malý a Velký Ratmírov v okrese Jindřichův Hradec.

## Domácké podoby
- Ratko, Ratek, Ratmírek, Míra, Mirek, Ráťa, Rat

- Slovensky: Ratmír, Ratimír
- Srbochorvatsky: Ratimir
- Rusky: Ratmir, Ratimir
- Polsky: Racimir (vyslov: "Račimir")

## Známí nositelé
- Ratomir, syn Bladina, legendární vládce severních Slovanů
- Ratomir Dujković, srbský fotbalový manažer
- Ratmir Cholmov, ruský šachista
- Ratimir Martinović, černohorský pianista
- Ratmír Ouhrabka, český inženýr
- Ratimir Panonský, kníže Pannonských Chorvatů
- Ratmír ze Skviřína
- Ratmír Zoubek, český doktor medicíny
- Ratmír Zubatý, český fotbalista
- Ratmír Rath, otec českého politika Davida Ratha